# Daniel Bell (sociologue)
Pour les articles homonymes, voir Daniel Bell et Bell.
Daniel Bell, né le 10 mai 1919 dans le Lower East Side à New York (États-Unis) et mort le 25 janvier 2011 à Cambridge au Massachusetts, est un sociologue et essayiste américain.

## Biographie

### Jeunesse et études
Daniel Bolotsky naît en 1919 à Manhattan. Ses parents sont des immigrés d'Europe de l'Est qui travaillaient dans l'industrie textile. Le père de Bell meurt lorsqu'il est jeune, et la famille connaît d'importantes difficultés financières. Son nom de famille est changé en Bell lorsqu'il a 13 ans.
Bell étudie à la Stuyvesant High School, puis est admis au City College of New York dont il obtient une licence en 1938. Il est reçu à l'université Columbia cette année-là, et reçoit son master en 1939,. Il continue ses études et obtient un doctorat en sociologie en 1961 de Columbia avec sa thèse The End of Ideology: On the Exhaustion of Political Ideas in the Fifties.

### Parcours professionnel
Daniel Bell enseigne la sociologie à l'université Columbia, entre 1959 et 1969, puis à l'université Harvard, de 1969 jusqu'à sa retraite en 1990.
Ses nombreux livres et articles, notamment dans les revues The Public Interest, Fortune et The New Leader, en font une figure majeure de la sociologie américaine de l’après-guerre.

## Œuvre
Daniel Bell est, avec le français Alain Touraine, à l’origine du courant sociologique post-industrialiste. Manuel Castells définira également Bell et Touraine comme les pères de l’informationalisme, qu’il considère comme le paradigme sociologique dominant depuis le milieu des années 1990.
C’est dans son ouvrage le plus connu, l’essai de prospective sociale Vers la société post-industrielle (1973), que Daniel Bell expose sa vision de la société de l’an 2000. Ce qu’il conçoit comme une prépondérance naissante d’éléments immatériels (connaissance et information) dans l’organisation sociétale lui fait conclure à un dépassement du paradigme industriel. Cette vision avait été amorcée dans La fin des idéologies (1960), ou le sociologue annonçait l’avènement d’un large consensus idéologique explicable par le dépassement des priorités matérielles. On peut ainsi voir dans l’œuvre de Bell une volonté de déconstruction du matérialisme historique. Toutefois son troisième ouvrage majeur, Les Contradictions culturelles du capitalisme (1976), développe un point de vue sensiblement différent, le sociologue s’inquiétant des avancées spectaculaires de la société de consommation.
Compte tenu du contexte académique de l’après Seconde Guerre mondiale et de la passion inébranlable de Daniel Bell pour la sociologie, on peut considérer cet auteur comme ayant contribué à la confirmation de sa discipline au rang de science. Certains l’ont vu comme conservateur et technocrate, d’autres comme un utopiste précurseur de la culture hippie. Bell a toujours prétendu décrire des principes sociétaux et leur fonctionnement sans se préoccuper de conclusions politiques.
Son œuvre est aujourd’hui moins étudiée et ses livres n’ont pas été réédités en français. Pour autant, son influence déterminante sur des sociologues comme Anthony Giddens, Ulrich Beck ou Manuel Castells est largement reconnue[réf. souhaitée].
Il meurt le 25 janvier 2011 à 91 ans,.

## Distinctions
- Prix Alexis-de-Tocqueville

## Publications

### en anglais
- Marxian Socialism in America, 1952
- The New American Right, 1955
- The End of Ideology, 1960
- The Radical Right, 1963.
- The Coming of Post-Industrial Society : A Venture in Social Forecasting, 1973
- The Revolution of Rising Entitlement, 1975
- The Cultural Contradictions of Capitalism, 1976

### traductions en français
- Les Contradictions culturelles du capitalisme [« The Cultural Contradictions of Capitalism »], PUF, 1979, 292 p. (ISBN 978-2-13-035976-0)
- La fin de l'idéologie [« The End of Ideology »], PUF, 1997, 416 p. (ISBN 978-2-13-048031-0)
- Vers la société post-industrielle [« The Coming of Post-Industrial Society : A Venture in Social Forecasting »], Robert Laffont, 1999 (ISBN 978-2-221-01501-8)